# Sixte (prénom)
Pour les articles homonymes, voir Sixte et Sisto.
Cette page présente le prénom Sixte ainsi que ses variantes.
Sixte est un prénom masculin. Son équivalent italien est Sisto.

## Origine
Ce prénom vient provient du latin sextus qui a pour signification le sixième.

## Variante
Son équivalent féminin est Sixtine.
Ses équivalents italiens et espagnols sont Sisto.

## Fête
Sixte est fêté le 3 avril ou le 6 août.

## Popularité
Ce prénom est très rare mais connait un regain depuis les années 1990 dans les classes supérieures.

## Personnalités portant ce prénom
- Sixte Ier.
- Sixte II.
- Sixte III.
- Sixte IV.
- Sixte V.
- Sixte de Reims, évêque de Reims et saint catholique.
- Claude-Sixte Sautreau de Marsy (1740-1815), journaliste français.